# Список книг о стране Оз
Книги о Стране Оз составляют серию произведений детской сказочной литературы, которая открывается книгой американского писателя Фрэнка Баума «Удивительный волшебник из страны Оз» (1900). Её успех привёл к появлению продолжения, а впоследствии и серии из 14 законченных сказочных повестей об этой стране и одного сборника рассказов («Истории Волшебника Страны Оз»). 
Баум даже разработал для себя образ-амплуа «Королевского историка Оз», чтобы создать впечатление, что страна Оз — реально существующее место. Сказочник поддерживал у читателей (преимущественно, детей) иллюзию, что персонажи страны Оз, такие как Дороти и Принцесса Озма, сообщали про свои приключения ему лично по радио.
Серия книг Баума быстро завоевала популярность у читателей и вызвала к жизни обширную литературу, написанную по её мотивам. Кроме крупных содержательных повестей (как самого Баума, так и его многочисленных продолжателей), существует много небольших рассказов, выпускаемых в сборниках. Есть также поэмы, пародии и т.д. Однако к 50-м годам XX века популярность серии заметно снизилась и подавляющая часть произведений, продолжающих основные 14 книг Баума, впоследствии утратили спрос.
В Советском Союзе из книг о стране Оз была выпущена серия произведений Александра Волкова, которую открывала повесть «Волшебник Изумрудного города» — переработанный пересказ первой книги Баума «Удивительный волшебник из страны Оз». Последующие книги серии Волкова имели отдельные параллелизмы с книгами Баума, но в целом являлись самостоятельными произведениями с совершенно отличными от американского «первоисточника» сюжетами. Более широкое распространение в постсоветской России книги Волкова по сравнению с оригиналом Баума (его серию начали переиздавать лишь в 90-е годы), сделало её базовой для дальнейшего развития сюжета в произведениях русских авторов (которые издаются в переводах, в том числе и на английском языке).
В списке представлены наиболее значимые зарубежные и русскоязычные произведения, вышедшие в данном сеттинге.

## Список каноничных книг о стране Оз (Фрэнка Баума)
| Оригинальные и признанные книги о стране Оз Фрэнка Баума |       |                                     |                                |            |             |                  |
| Обложка | Номер | Русское название                    | Оригинальное название          | Год        | Иллюстратор | Издатель         |
| | 1     | Удивительный волшебник из страны Оз | «The Wonderful Wizard of Oz»   | 1900       | У. Денслоу  | George M. Hill   |
| Девочка Дороти и её собачка Тото перенесены в страну Оз ураганом. Пытаясь добраться до Изумрудного Города, чтобы увидеть великого Волшебника, Дороти встречает на своём пути говорящее пугало Страшилу, «Железного Дровосека» (сделанного из олова), и Трусливого Льва. |       |                                     |                                |            |             |                  |
| | 2     | Чудесная страна Оз                  | «The Marvelous Land of Oz»     | 1904       | Д. Нил      | Reilly & Britton |
| Маленький мальчик Тип сбегает от своей злой опекунши, ведьмы Момби, которая страшно на него рассержена. Его спутником становится деревянное существо Тыквоголовый Джек (приведенное в чувство живительным порошком, который Тип украл у Момби), Тип оживляет также деревянные козлы. Тем временем к Изумрудному городу движется армия девиц во главе с генеральшей Джинджер. Страшила лишён престола. Но оказывается, что Тип вовсе не мальчик, а заколдованная принцесса Озма, законная наследница трона Изумрудного города. |       |                                     |                                |            |             |                  |
| | 3     | Озма из страны Оз                   | «Ozma of Oz»                   | 1907       | Д. Нил      | Reilly & Britton |
| При путешествии в Австралию с дядей Генри, Дороти была смыта за борт штормом вместе с курицей по имени Биллина. Они пристают к берегу в стране Эв, которую от страны Оз отделяет пустыня и где не очень умело правит принцесса Лангвидер, вместо нарядов меняющая себе головы. С новым механическим другом Тик-Током, Дороти, три её друга, а также Озма должны спасти королевскую семью Эва от хитрого Короля Гномов. |       |                                     |                                |            |             |                  |
| | 4     | Дороти и Волшебник в стране Оз      | «Dorothy and the Wizard in Oz» | 1908       | Д. Нил      | Reilly & Britton |
| На обратном пути из Австралии, Дороти посещает своего кузена Зеба в Калифорнии. Застигнутые землетрясением, дети проваливаются в трещину вместе с повозкой, лошадью Джимом и котом Дороти Эврикой. Неожиданно дети встречают бывшего правителя Изумрудного города Волшебника, который также попал под землю в результате землетрясения. Пришельцев окружают странные овощелюди, которые настроены отнюдь не дружелюбно. Волшебник вновь пользуется своими фокусами для спасения от козней подземных жителей, и компания начинает восхождение на поверхность земли, в страну Оз, где кот Эврика попадает под суд. |       |                                     |                                |            |             |                  |
| | 5     | Путешествие в страну Оз             | «The Road to Oz»               | 1909       | Д. Нил      | Reilly & Britton |
| Дороти встречает в Канзасе Косматого Человека, обладателя Магнита Любви. Девочка берётся указать нужное тому место, но они вместе теряются на очарованной дороге. Позднее к Косматому и Дороти присоединяются маленький мальчик Пуговка и дочь радуги Многоцветка. Новых друзей ждут самые странные и невероятные приключения на пути в страну Оз. |       |                                     |                                |            |             |                  |
| | 6     | Изумрудный город страны Оз          | «The Emerald City of Oz»       | 1910       | Д. Нил      | Reilly & Britton |
| Дороти Гейл (с колыбели отмеченная феей), и её, бедствующие от неурожаев на своей ферме и непосильного кредита, приёмные родители, дядя Генри и тётя Эм, переселяются в страну Оз. В то же время коварный Король Гномов руководит строительством подземного хода, через который намерен внезапно напасть на Изумрудный город. |       |                                     |                                |            |             |                  |
| | 7     | Сказки Страны Оз                    | Little Wizard Stories of Oz    | 1913, 1914 | Д. Нил      | Reilly & Britton |
| После того, как Л. Ф. Баум завершил работу над сказкой «Изумрудный город Страны Оз», он решил попробовать создавать новые сказочные миры. Шло время, и сказки «Морские феи» и «Небесный Остров» по объёмам продаж значительно уступали озовскому циклу. Издатель и писатель разработали маркетинговую кампанию. Её суть сводилась к тому, чтобы вновь повысить интерес к сказкам об Изумрудном городе перед выходом повести «Лоскутушка из Страны Оз». Л. Ф. Баум написал 6 небольших историй о стране Оз. В 1913 г. они были выпущены по отдельности в виде небольших книг, а через год под одной обложкой. Сборник включает в себя следующие рассказы: «Трусливый Лев и Голодный Тигр»; «Дороти и Тото», «Тик-Ток и Король Гномов»; «Озма и Волшебник Страны Оз»; «Тыквоголовый Джек и Козлы»; «Страшила и Железный Дровосек». Хронологически действие этих историй проходит сразу после сказки «Изумрудный город Страны Оз». |       |                                     |                                |            |             |                  |
| | 8     | Лоскутушка из страны Оз             | The Patchwork Girl of Oz       | 1913       | Д. Нил      | Reilly & Britton |
| Мальчик из страны Оз по имени Оджо должен найти средство, которое освободит его дядюшку Нанди от действия волшебного зелья, которое случайно превратило того в каменную статую. Ему помогает тряпичная девочка Лоскутушка, оживлённая Кривым Колдуном. |       |                                     |                                |            |             |                  |
| | 9     | Тик-Ток из страны Оз                | Tik-Tok of Oz                  | 1914       | Д. Нил      | Reilly & Britton |
| Анна, королева маленькой страны Угабу, мечтает взойти на трон страны Оз. Тем временем Бетси Боббин, девочка из Оклахомы, и её ослик Хэнк терпят кораблекрушение. Бетси и ослик встречают Косматого Человека, и пытаются спасти его брата от короля гномов, Металлического Монарха. Эта книга частично основана на мюзикле Баума «Тик-Ток, человек из страны Оз», который, в свою очередь, поставлен по книге Баума «Озма из страны Оз». |       |                                     |                                |            |             |                  |
| | 10    | Страшила из страны Оз               | The Scarecrow of Oz            | 1915       | Д. Нил      | Reilly & Britton |
| Капитан Билл и девочка Трот отправляются в страну Оз, встречая по пути Орка, и, с помощью Страшилы, свергают жестокого короля Джинксии Груба, который, используя магию колдуньи, заморозил сердце принцессы Глории. Капитан Билл и Трот ранее появились в двух других рассказах Баума, «Морские Феи» (Sea Fairies) и «Небесный Остров» (Sky Island). Повесть отчасти основана на немом фильме 1914 года «Его Величество, Страшила из страны Оз». |       |                                     |                                |            |             |                  |
| | 11    | Ринкитинк в стране Оз               | Rinkitink in Oz                | 1916       | Д. Нил      | Reilly & Britton |
| Принц Инга с острова Пингарея, Король Ринкитинк и их товарищи проходят цепь приключений, которые приводят их в Страну гномов и, в конечном счёте, в страну Оз. Баум при написании книги дал ей название «Король Ринкитинк» и поначалу не включал её в серию про страну Оз. |       |                                     |                                |            |             |                  |
| | 12    | Пропавшая принцесса страны Оз       | The Lost Princess of Oz        | 1917       | Д. Нил      | Reilly & Britton |
| Принцесса Озма, правительница Изумрудного города, таинственным образом исчезает. Для её розыска направлены четыре специальные группы — в каждую из стран страны Оз. Большая часть книги посвящена приключениям Дороти Гейл и волшебника в поисках принцессы. |       |                                     |                                |            |             |                  |
| | 13    | Железный Дровосек из страны Оз      | The Tin Woodman of Oz          | 1918       | Д. Нил      | Reilly & Lee     |
| Железный Дровосек, Страшила и мальчик по имени Вут-скиталец отправляются на поиски возлюбленной Железного Дровосека Нимми Эми, которую тот любил, будучи ещё человеком из плоти и крови. Отправившись в путь, герои попадают во множество удивительных ситуаций, и встречают различных необычных существ, как добрых, так и злых. В стране Жевунов путешественники находят в лесу заржавевшего Железного Солдата (который был создан так же, как Железный Дровосек) и с помощью маслёнки дают ему возможность двигаться. |       |                                     |                                |            |             |                  |
| | 14    | Волшебство страны Оз                | The Magic of Oz                | 1919       | Д. Нил      | Reilly & Lee     |
| Молодой человек по имени Кики Ару случайно узнает волшебное слово, позволяющее превращать кого угодно во что угодно. Тем временем в Изумрудном городе идёт подготовка ко дню рождения Озмы. Трот и Капитан Билл отправляются на поиски подарка. Тем временем, Кики встречает бывшего короля гномов Руггедо, который, узнав о волшебном слове, собирается использовать его для захвата власти в стране Оз. Издана в июне 1919 года, через месяц после смерти Баума. |       |                                     |                                |            |             |                  |
| | 15    | Глинда из страны Оз                 | Glinda of Oz                   | 1920       | Д. Нил      | Reilly & Lee     |
| Дороти, Озма и Глинда пытаются остановить войну в Стране Гилликинов. Стала последней книгой Баума (в то время уже физически слабого) о стране Оз, была издана посмертно, в 1920 году. |       |                                     |                                |            |             |                  |

## Другие книги о стране Оз, основанные на каноне Баума

### КнигиРут Пламли Томпсон
| Продолжение канона Баума |       |                                    |                                    |      |             |                                 |
| Обложка                  | Номер | Русское название                   | Оригинальное название              | Год  | Иллюстратор | Издатель                        |
|                          | 1     | Королевская книга страны Оз        | «The Royal Book of Oz»             | 1921 | Д. Нил      | Reilly & Lee                    |
|                          |       |                                    |                                    |      |             |                                 |
|                          | 2     | Кабампо в Стране Оз                | «Kabumpo in Oz»                    | 1922 | Д. Нил      | Reilly & Lee                    |
|                          |       |                                    |                                    |      |             |                                 |
|                          | 3     | Трусливый Лев из Страны Оз         | «The Cowardly Lion of Oz»          | 1923 | Д. Нил      | Reilly & Lee                    |
|                          |       |                                    |                                    |      |             |                                 |
|                          | 4     | Бравый Дед в Стране Оз             | «Grampa in Oz»                     | 1924 | Д. Нил      | Reilly & Lee                    |
|                          |       |                                    |                                    |      |             |                                 |
|                          | 5     | Потерянный Король Страны Оз        | «The Lost King of Oz»              | 1925 | Д. Нил      | Reilly & Lee                    |
|                          |       |                                    |                                    |      |             |                                 |
|                          | 6     | Голодный Тигр из Страны Оз         | «The Hungry Tiger of Oz»           | 1926 | Д. Нил      | Reilly & Lee                    |
|                          |       |                                    |                                    |      |             |                                 |
|                          | 7     | Король Гномов из Страны Оз         | «The Gnome King of Oz»             | 1927 | Д. Нил      | Reilly & Lee                    |
|                          |       |                                    |                                    |      |             |                                 |
|                          | 8     | Гигантский Конь из Страны Оз       | «The Giant Horse of Oz»            | 1928 | Д. Нил      | Reilly & Lee                    |
|                          |       |                                    |                                    |      |             |                                 |
|                          | 9     | Тыквоголовый Джек из Страны Оз     | «Jack Pumpkinhead of Oz»           | 1929 | Д. Нил      | Reilly & Lee                    |
|                          |       |                                    |                                    |      |             |                                 |
|                          | 10    | Жёлтый Рыцарь из Страны Оз         | «The Yellow Knight of Oz»          | 1930 | Д. Нил      | Reilly & Lee                    |
|                          |       |                                    |                                    |      |             |                                 |
|                          | 11    | Пираты в Стране Оз                 | «Pirates in Oz»                    | 1931 | Д. Нил      | Reilly & Lee                    |
|                          |       |                                    |                                    |      |             |                                 |
|                          | 12    | Фиолетовый Принц из Страны Оз      | «The Purple Prince of Oz»          | 1932 | Д. Нил      | Reilly & Lee                    |
|                          |       |                                    |                                    |      |             |                                 |
|                          | 13    | Оджо в Стране Оз                   | «Ojo in Oz»                        | 1933 | Д. Нил      | Reilly & Lee                    |
|                          |       |                                    |                                    |      |             |                                 |
|                          | 14    | Быстряк в Стране Оз                | «Speedy in Oz»                     | 1934 | Д. Нил      | Reilly & Lee                    |
|                          |       |                                    |                                    |      |             |                                 |
|                          | 15    | Конь Желаний из Страны Оз          | «The Wishing Horse of Oz»          | 1935 | Д. Нил      | Reilly & Lee                    |
|                          |       |                                    |                                    |      |             |                                 |
|                          | 16    | Капитан Несалага в Стране Оз       | «Captain Salt in Oz»               | 1936 | Д. Нил      | Reilly & Lee                    |
|                          |       |                                    |                                    |      |             |                                 |
|                          | 17    | Практичная Мэнди в Стране Оз       | «Handy Mandy in Oz»                | 1937 | Д. Нил      | Reilly & Lee                    |
|                          |       |                                    |                                    |      |             |                                 |
|                          | 18    | Серебряная Принцесса в Стране Оз   | «The Silver Princess in Oz»        | 1938 | Д. Нил      | Reilly & Lee                    |
|                          |       |                                    |                                    |      |             |                                 |
|                          | 19    | Озмалетное путешествие в Стране Оз | «Ozoplaning with the Wizard of Oz» | 1939 | Д. Нил      | Reilly & Lee                    |
|                          |       |                                    |                                    |      |             |                                 |
|                          | 20    | Янки в Стране Оз                   | «Yankee in Oz»                     | 1972 | Д. Мартин   | International Wizard of Oz Club |
|                          |       |                                    |                                    |      |             |                                 |
|                          | 21    | Зачарованный Остров Страны Оз      | «The Enchanted Island of Oz»       | 1976 | Д. Мартин   | International Wizard of Oz Club |
|                          |       |                                    |                                    |      |             |                                 |

### КнигиДжона Ри Нила
| Продолжение канона Баума |                           |                         |      |             |                 |
| Номер | Русское название          | Оригинальное название   | Год  | Иллюстратор | Издатель        |
| 1 | Чудесный город Страны Оз  | «The Wonder City of Oz» | 1940 | Д. Нил      | Reilly & Lee    |
| |                           |                         |      |             |                 |
| 2 | Скаломобили в Стране Оз   | «The Scalawagons of Oz» | 1941 | Д. Нил      | Reilly & Lee    |
| |                           |                         |      |             |                 |
| 3 | Везунчик Баки в Стране Оз | «Lucky Bucky in Oz»     | 1942 | Д. Нил      | Reilly & Lee    |
| |                           |                         |      |             |                 |
| 4 | Беглец в Стране Оз        | «The Runaway in Oz»     | 1995 | Э. Шаноуэр  | Books of Wonder |
| Книга была написана в 1943 году и стала бы 37-й в серии о стране Оз. Однако автор умер прежде, чем смог проиллюстрировать произведение, поэтому издание Reilly & Lee решило не издавать книгу из-за недостатка средств во время Второй мировой войны. Рукопись осталась в семье Нила, пока наконец не была издана в 1995 году. Эрик Шаноуэр дополнил и отредактировал произведение, привёл иллюстрации. |                           |                         |      |             |                 |

### КнигиДжека Сноу
| Продолжение канона Баума |                               |                            |      |             |              |
| Номер                    | Русское название              | Оригинальное название      | Год  | Иллюстратор | Издатель     |
| 1                        | Волшебные Мимики из Страны Оз | «The Magical Mimics in Oz» | 1946 | Ф. Крамер   | Reilly & Lee |
|                          |                               |                            |      |             |              |
| 2                        | Косматый из Страны Оз         | «The Shaggy Man of Oz»     | 1949 | Ф. Крамер   | Reilly & Lee |
|                          |                               |                            |      |             |              |

### КнигиРэйчел Косгроув Пайес
| Продолжение канона Баума |                            |                           |      |             |                                 |
| Номер | Русское название           | Оригинальное название     | Год  | Иллюстратор | Издатель                        |
| 1 | Скрытая долина Страны Оз   | «The Hidden Valley of Oz» | 1951 | Д. Гринхейс | Reilly & Lee                    |
| |                            |                           |      |             |                                 |
| 2 | Злая колдунья из Страны Оз | «The Wicked Witch of Oz»  | 1993 | Э. Шаноуэр  | International Wizard of Oz Club |
| Второй роман Пайес о стране Оз был написан в начале 1950-х и должен был стать следующей книгой в канонической серии. Публикация его была намечена на 1954 год, но издательство Reilly & Lee отменило выпуск, так как книги о Стране Оз больше не пользовались спросом. Произведение оставалось неопубликованным до 1993 года. |                            |                           |      |             |                                 |

### КнигиЭлоизы Джарвис Мак-Гроуи Лоурен Линн Мак-Гроу
| Продолжение канона Баума               |                            |                                |      |             |                                 |
| Номер                                  | Русское название           | Оригинальное название          | Год  | Иллюстратор | Издатель                        |
| 1                                      | Карусель в Стране Оз       | «Merry Go Round in Oz»         | 1963 | Д. Мартин   | Reilly & Lee                    |
|                                        |                            |                                |      |             |                                 |
| 2                                      | Запретный Фонтан Страны Оз | «The Forbidden Fountain of Oz» | 1980 | Д. Мартин   | International Wizard of Oz Club |
|                                        |                            |                                |      |             |                                 |
| 3                                      | Рундельстоун из Страны Оз  | «The Rundelstone of Oz»        | 2000 | Э. Шаноуэр  | Hungry Tiger Press              |
| Произведение написано Элоизой Макгроу. |                            |                                |      |             |                                 |

### КнигиЭрика Шаноуэра
|                                                                               |                                             |      |             |                                  |
| Русское название                                                              | Оригинальное название                       | Год  | Иллюстратор | Издатель                         |
| Секретный Остров Страны Оз                                                    | «The Secret Island of Oz»                   | 1985 |             | IDW Publishing/First Comics      |
|                                                                               |                                             |      |             |                                  |
| Зачарованные Яблоки Страны Оз                                                 | «The Enchanted Apples of Oz»                | 1986 |             | IDW Publishing/First Comics      |
|                                                                               |                                             |      |             |                                  |
| Ледяной Король из Страны Оз                                                   | «The Ice King of Oz»                        | 1986 |             | IDW Publishing/First Comics      |
|                                                                               |                                             |      |             |                                  |
| Лес Забвения Страны Оз                                                        | «The Forgotten Forest of Oz»                | 1987 |             | IDW Publishing/First Comics      |
|                                                                               |                                             |      |             |                                  |
| Синяя Ведьма из Страны Оз                                                     | «The Blue Witch of Oz»                      | 1991 |             | IDW Publishing/Dark Horse Comics |
|                                                                               |                                             |      |             |                                  |
| Гигантский Сад Страны Оз                                                      | «The Giant Garden of Oz»                    | 1992 |             | IDW Publishing/Dark Horse Comics |
|                                                                               |                                             |      |             |                                  |
| Соляной Волшебник из Страны Оз и другие истории                               | «The Salt Sorcerer of Oz and Other Stories» |      |             |                                  |
| В повесть включены рассказы о стране Оз, написанные автором в 1989—1997 годы. |                                             |      |             |                                  |

### Дополнительные книги о Стране Оз других авторов
| Самые существенные продолжения цикла о Стране Оз более поздних авторов |                                 |                             |      |             |                                     |
| Автор                                                                  | Русское название                | Оригинальное название       | Год  | Иллюстратор | Издатель                            |
| Джеймс Хау                                                             | Мистер Тинкер в Стране Оз       | «Mister Tinker in Oz»       | 1985 | Д.Роуз      | Random House                        |
|                                                                        |                                 |                             |      |             |                                     |
| Дик Мартин                                                             | Озмоизвестия Страны Оз          | «The Ozmapolitan of Oz»     | 1986 | Д.Мартин    | The International Wizard of Oz Club |
|                                                                        |                                 |                             |      |             |                                     |
| Дэйв Харденбрук                                                        | Неизвестные Ведьмы из Страны Оз | «The Unknown Witches of Oz» | 2000 | К.Руло      | Galde Press                         |
|                                                                        |                                 |                             |      |             |                                     |
| Эдвард Эйхорн                                                          | Парадокс Страны Оз              | «Paradox in Oz»             | 1999 | Э.Шенауэр   | Hungry Tiger Press                  |
|                                                                        |                                 |                             |      |             |                                     |
| Эдвард Эйхорн                                                          | Живой Дом Страны Оз             | «The Living House of Oz»    | 2005 | Э.Шенауэр   | Hungry Tiger Press                  |
|                                                                        |                                 |                             |      |             |                                     |
| Шервуд Смит                                                            | Изумрудная Палочка Страны Оз    | «The Emerald Wand of Oz»    | 2005 | У.Стаут     | Harper Collins                      |
|                                                                        |                                 |                             |      |             |                                     |
| Шервуд Смит                                                            | Проблема под Страной Оз         | «Trouble Under Oz»          | 2006 | У.Стаут     | Harper Collins                      |
|                                                                        |                                 |                             |      |             |                                     |

## Список альтернативных книг о Стране Оз

### Книги о стране Оз потомков Баума
| |                                   |                                       |      |
| Автор | Русское название                  | Оригинальное название                 | Год  |
| Фрэнк Джослин Баум | Смеющийся Дракон из страны Оз     | «The Laughing Dragon of Oz»           | 1934 |
| Вошла в серию «Большая маленькая книга», написана Фрэнком — сыном Л. Ф. Баума (подписана как «Фрэнк Баум»), и издана издательством Whitman Publishing. В произведении не было ни одного персонажа из «канонических» книг о стране Оз, хотя кратко упомянут Волшебник. Whitman Publishing быстро отозвало тираж после угрозы судебного процесса от издательства Reilly & Lee, правообладателя на издание произведений Баума. |                                   |                                       |      |
| Роджер Стэнтон Баум | Дороти из страны Оз               | «Dorothy of Oz»                       | 1989 |
| Роджер Стэнтон Баум | Лев из страны Оз и знак храбрости | «Lion of Oz and the Badge of Courage» | 1995 |
| Автор — правнук Л. Ф. Баума. |                                   |                                       |      |

### КнигиГрегори Магвайра
|                                            |                                                              |      |               |                            |
| Русское название                           | Оригинальное название                                        | Год  | Иллюстратор   | Издатель                   |
| Ведьма. Жизнь и эпоха Злой Колдуньи Запада | «Wicked: The Life and Times of the Wicked Witch of the West» | 1995 | Douglas Smith | Regan Books/Harper Collins |
|                                            |                                                              |      |               |                            |
| Сын Колдуньи                               | «Son of a Witch»                                             | 2005 | Douglas Smith | Regan Books                |
|                                            |                                                              |      |               |                            |
| Лев среди людей                            | «A Lion Among Men»                                           | 2008 |               | Regan Books                |
|                                            |                                                              |      |               |                            |

### Альтернативные книги о Стране Оз других авторов
|                   |                              |                       |      |             |                 |
| Автор             | Русское название             | Оригинальное название | Год  | Иллюстратор | Издатель        |
| Филип Хосе Фармер | Воздушный трюкач в Стране Оз | «A Barnstormer in Oz» | 1982 |             | Phantasia Press |
|                   |                              |                       |      |             |                 |
| Джоан Виндж       | Возвращение в Страну Оз      | «Return to Oz»        | 1985 |             |                 |
|                   |                              |                       |      |             |                 |
| Джефф Райман      | Было...                      | «Was»                 | 1992 |             | Harper Collins  |
|                   |                              |                       |      |             |                 |

## Список альтернативных книг о Волшебной стране, основанных на интерпретацииА. М. Волкова

### Цикл книг о Волшебной стране, написанныхАлександром Мелентьевичем Волковым
| |                                     |            |                                |                                           |
| Номер | Русское название                    | Год        | Иллюстратор                    | Издатель                                  |
| 1 (1*) | Волшебник Изумрудного города        | 1939; 1959 | Леонид Викторович Владимирский | Детская литература; Советская Россия      |
| Книга является переработанным пересказом первой книги Баума «Удивительный волшебник из страны Оз». Элли и её собачка, Тотошка, перенесены в Волшебную страну ураганом. Чтобы вернуться домой, Элли необходимо увидеть волшебника Гудвина и помочь трём любым существам (а ими стали Страшила, Железный Дровосек, и Лев) в исполнении их заветных желаний. География Волшебной страны несколько отличается от оригинала Баума. |                                     |            |                                |                                           |
| 2 | Урфин Джюс и его деревянные солдаты | 1963       | Леонид Викторович Владимирский | Советская Россия                          |
| В огород к нелюдимому и завистливому столяру Урфину Джюсу из Голубой страны заносит семена растения, из которого получается волшебный живительный порошок. С помощью него Урфин оживляет шкуру медведя, злобного деревянного клоуна Эот Линга и деревянных солдат, которых ведёт на покорение Изумрудного города. Предатель Руф Билан открывает врагам ворота. За помощью во внешний мир послана ворона Кагги-Карр. Вместе с Элли на выручку в Волшебную страну отправляется её дядя, одноногий Чарли Блэк, моряк и изобретатель. |                                     |            |                                |                                           |
| 3 | Семь подземных королей              | 1964; 1967 | Леонид Викторович Владимирский | Журнал «Наука и жизнь»; Советская Россия  |
| Повествуется об истории Страны Подземных рудокопов, где поочередно царствуют семь королей. Руф Билан, первый министр Урфина Джюса, скрывшийся в подземном лабиринте после разгрома хозяина, случайно разрушает источник Усыпительной воды. Короли просыпаются все и экономика Страны Подземных рудокопов идет вразнос из-за количества нахлебников. Элли со своим троюродным братом Фредом и верным Тотошкой, отправившись исследовать пещеру, оказываются отрезаны обвалом и после долгих странствий оказываются в Стране рудокопов. Короли, узнав от Руфа Билана, что девочка из Большого мира — знаменитая «фея Элли», требуют, чтоб она восстановила разрушенный источник. Элли удаётся передать письмо своим друзьям в Изумрудном городе и мастера Фиолетовой страны бурят на месте пересохшего источника скважину, позволяющую добывать ещё больше Усыпительной воды. Более того, по плану Страшилы и Хранителя времени Ружеро после торжественного открытия восстановленного источника засыпают все семь дворов и проснувшимся королям и придворным внушают, что они люди рабочих профессий. Королева полевых мышей Рамина предсказывает Элли, что она никогда не вернется в Волшебную страну. |                                     |            |                                |                                           |
| 4 | Огненный бог Марранов               | 1968; 1972 | Леонид Викторович Владимирский | Журнал «Наука и жизнь»; Советская Россия  |
| Урфин Джюс, изгнанный из Изумрудного города, влачит жизнь огородника-отшельника в стране Жевунов, мечтая вновь захватить власть. При помощи спасенного гигантского орла Карфакса, он под личиной «Огненного бога» прилетает в страну Марранов — дикого народа, живущего в горах к северу от Розовой страны. «Подарив» им огонь при помощи украденной зажигалки, Урфин становится вождём Марранов, обучает их строительству домов, изготовлению блюд на огне, добыче драгоценных камней и в конце концов формирует из них армию (2 тыс. солдат) и ведет на завоевание соседних стран. Джюс пленяет Железного дровосека и захватывает Фиолетовую страну, затем штурмом берет Изумрудный город. В это время в Волшебной стране появляются двое детей из внешнего мира — Энни, младшая сестра Элли и её друг Тим, которым помог Фред Каннинг, построивший механических мулов Цезаря и Ганнибала. Король лис Тонконюх Шестнадцатый дарит девочке волшебный серебряный обруч, делающий невидимым своего владельца. С его помощью Энни и Тим добираются до Изумрудного города и освободив Страшилу и Дровосека, уходят в Фиолетовую страну. Власть самого Урфина Джюса шатается: в Фиолетовой стране Мигуны пленили оставленный им гарнизон, армию, посланную на захват Голубой страны, разбили Подземные рудокопы. Чтобы бросить солдат на подавление восстания, Джюс объявляет, что Мигуны жестоко убили всех плененных Марранов. Однако игра в волейбол, которой Тим научил аборигенов, помогает избежать кровопролития — жаждущие мести Марраны видят среди игроков «убитых» товарищей и «Огненный бог» изгнан с позором. |                                     |            |                                |                                           |
| 5 | Жёлтый туман                        | 1970; 1974 | Леонид Викторович Владимирский | Журнал «Наука и жизнь»; Советская Россия  |
| Создатель Волшебной страны великан Гуррикап усыпил злую волшебницу-великаншу Арахну на 5 тысяч лет, в надежде на её исправление. Пробудившись, Арахна не застаёт Гуррикапа в живых и решает захватить власть в Волшебной стране. Но народы Волшебной страны дают ей достойный отпор, и Арахна напускает ядовитый и заслоняющий солнце, жёлтый туман. На помощь спешат Энни, Тим и моряк Чарли Блэк, который готов к постройке железного великана Тилли-Вилли, способного свергнуть колдунью. Повесть также была адаптирована к канонической серии Марчем Лаумером под именем «The Yellow Fog over Oz» |                                     |            |                                |                                           |
| 6 | Тайна заброшенного замка            | 1976; 1982 | Леонид Викторович Владимирский | Газета «Дружные ребята»; Советская Россия |
| В этой повести на территории Волшебной страны приземляется космический корабль «Диавона» с планеты Рамерия. Население планеты делится на арзаков и менвитов, верховным правителем которых является Гван-Ло. Арзаки — талантливый и трудолюбивый народ, но менвиты смогли подчинить их, используя гипноз. Инопланетяне, вооружённые лучевыми пистолетами, основали недалеко от старинного замка Гуррикапа свой лагерь Ранавир и попытались захватить власть во всей Волшебной стране. Но на помощь её жителям вновь прибыли Тим О’Келли и Энни Смит. На этот раз их сопровождал Альфред Каннинг. Жителям Волшебной страны удалось дать отпор пришельцам. В конце концов арзаки погрузили в сон с помощью усыпительной воды всех менвитов, кроме Кау-Рука, перешедшего на сторону арзаков. Кау-Рук сообщил на Рамерию, что Земля непригодна для жизни и надо отказаться от попыток её захвата, после чего звездолёт рамерийцев отправился на родину. |                                     |            |                                |                                           |

### Книга Алексея Шпагина
| Стилизация под сказочный слог Волкова |                               |            |                |                         |
| Номер | Русское название              | Год        | Иллюстратор    | Издатель                |
| 7 | Лазурная фея Волшебной страны | 2020; 2022 | Ольга Муратова | Эксмо.Диджитал; Альпина |
| Действие повести разворачивается через полгода после событий последней (шестой) сказки Волкова «Тайна заброшенного замка». Изумрудный город подвергается вражескому нашествию: на него движется боевая армада мехамотов под командованием коварного принца Чентурро, властителя Лунной долины. Правитель Изумрудного города Страшила Мудрый становится пленником принца. Из Канзаса прибывают на выручку давние друзья Страшилы — девочка Энни, её спутник Тим и их новый товарищ, юный художник Джерри. Вместе с Железным Дровосеком и Смелым Львом они отправляются в плаванье по Большой реке на поиски талисмана удачи — чудесного пера Синей Чайки, обладание которым способно разрушить козни врагов и вернуть мир в Волшебной стране. |                               |            |                |                         |

### КнигиЮрия Николаевича Кузнецова
| Подростковая серия, продолжающая цикл Волкова |                           |            |               |                                                                                   |
| Номер | Русское название          | Год        | Иллюстратор   | Издатель                                                                          |
| 8 | Изумрудный дождь          | 1992       | Б. Холмовский | Нюанс                                                                             |
| Кристофер Талл, сын Элли, летит на драконе в Волшебную страну, но по пути его сдувает ветром и мальчик случайно обнаруживает волшебный туннель на планету Рамерию. Попав в чужой мир, Крис оказывается в тюрьме, откуда его освобождают ранвиши («неуловимые»), Пушистые зверьки. С их помощью Крис связывается с Ильсором и Кау-Руком, и разрабатывает план освобождения местных рабов-арзаков и исправления хозяев-менвитов. Также раскрывается тайна чародея Гуррикапа, который родом с Рамерии, как и чудесные животные Волшебной страны.                                      |                           |            |               |                                                                                   |
| 9 | Жемчужина халиотиса       | 1992       | Б. Холмовский | Нюанс                                                                             |
| Между нашим миром и антимиром находится параллельная волновая прослойка. Школьник Костя Талкин случайно находит туннель и попадает одновременно и в антимир, и в прослойку, где знакомится с девочкой Виолой с планеты Ирэна. Выясняется, что часть ирэнцев (массары) хотят поработить Землю. Им противостоят (больше негласно) миролюбивые витанты (также ирэнцы). Детям в их приключениях помогает осьминог Прим, обладающий особенной жемчужиной. С её помощью Косте удаётся вернуться домой.                                                                                   |                           |            |               |                                                                                   |
| 10 | Привидения из элминга     | 1992       | Б. Холмовский | Нюанс                                                                             |
| В доме у родителей Виолы появляются привидения, которые на самом деле «вторые половинки» друзей Виолы с Земли и осьминога Прима. Привидения по совету новых друзей скрываются в «элминге», месте вне времени, где знакомятся с мальчиками-атлантами, пещерным львом Грау и Чарли Блеком, который на Земле потерпел кораблекрушение, а здесь, будучи в волновом состоянии, вновь обрёл потерянную ногу. Кроме атлантов, остальные возвращаются в родные места. |                           |            |               |                                                                                   |
| 11 | Пленники кораллового рифа | 1992       | Б. Холмовский | Нюанс                                                                             |
| Лев Грау, вернувшись из элминга на планету Рамерия, передаёт через Пушистых Кау-Руку и Ильсору координаты рифа (он же ирэнская база), куда вернулся из элминга и находится в бедственном положении Чарли Блек вместе с Костей Талкиным. Кау-Рук, Зор и Грау спешат им на помощь по туннелю, взяв по пути Криса Талла. Однако теперь и спасатели не могут выбраться с атолла. Всех выручает отец Виолы. |                           |            |               |                                                                                   |
| 12 | Возвращение Арахны        | 1996; 2015 |               | LeiV Buchhandels- und Verlagsanstalt GmbH; Продюсерский центр Александра Гриценко |
| Как оказалось, колдунья Арахна не погибла во время событий книги «Жёлтый туман», а была спасена змеем Глуа, который сопровождал наверх саблезубого тигра Ахра и девочку А. Теперь троица должна отбиться от злой колдуньи и найти способ вернуться в Волшебную страну без неё. Впервые книга была издана на немецком языке в 1996 году под названием «Die Riesin Arachna», на русском языке — в 2001 году. Дальнейшие книги Кузнецова окончательно теряют параллели с сеттингом Волкова и полностью посвящены событиям, происходящим в придуманном автором на основе первого мире. |                           |            |               |                                                                                   |

### КнигиНиколая Бахнова
Николай Бахнов (Nikolai Bachnow) — коллективный творческий псевдоним берлинского писателя Клауса Мёкеля (Klaus Möckel, Клаус — по-русски Николай) и его жены Алёны Мёкель (Aljonna Möckel, в девичестве Алёна Бах).
Изначально вышли в Германии на немецком языке, оригинальные книги на русском языке не издавались.
| Серия, продолжающая цикл Волкова-Кузнецова |                             |                                       |      |                     |                                           |
| Номер | Русское название            | Немецкое название                     | Год  | Иллюстратор         | Издатель                                  |
| 13 | В ловушке Морского чудовища | «In den Fängen des Seemonsters»       | 1996 | Hans-Eberhard Ernst | LeiV Buchhandels-und Verlagsanstalt GmbH  |
| В Ракушковом море появляется чудовище и дельфин Флой плывёт в Изумрудный город с просьбой о помощи. О беде немедленно докладывают правителю Страшиле, у которого к тому времени уже появилась невеста — Бетти Лохматушка из Кукольной деревни. Собрав своих старых друзей, Страшила спешит на выручку морским жителям. |                             |                                       |      |                     |                                           |
| 14 | Змея с янтарными глазами    | «Die Schlange mit den Bernsteinaugen» |      |                     | LeiV Buchhandels- und Verlagsanstalt GmbH |
| |                             |                                       |      |                     |                                           |
| 15 | Сокровище изумрудных пчёл   | «Der Schatz der Smaragdbienen»        |      |                     | LeiV Buchhandels- und Verlagsanstalt GmbH |
| |                             |                                       |      |                     |                                           |
| 16 | Проклятие драконьих королей | «Der Fluch des Drachenkonigs»         |      |                     | LeiV Buchhandels- und Verlagsanstalt GmbH |
| |                             |                                       |      |                     |                                           |
| 17 | Ненастоящая Фея             | «Die falsche Fee»                     |      |                     | LeiV Buchhandels- und Verlagsanstalt GmbH |
| |                             |                                       |      |                     |                                           |
| 18 | Невидимые князья            | «Die unsichtbaren Fursten»            |      |                     | LeiV Buchhandels- und Verlagsanstalt GmbH |
| |                             |                                       |      |                     |                                           |
| 19 | Колдун из Медного леса      | «Der Hexer aus dem Kupferwald»        |      |                     | LeiV Buchhandels- und Verlagsanstalt GmbH |
| |                             |                                       |      |                     |                                           |
| 20 | Украденное Царство зверей   | «Das gestohlene Tierreich»            |      |                     | LeiV Buchhandels- und Verlagsanstalt GmbH |
| |                             |                                       |      |                     |                                           |

### КнигиСергея Стефановича Сухинова
В основание книг автора положена первая книга А. М. Волкова — «Волшебник Изумрудного города», остальные книги из серии Волкова хронологически не учитываются, автор развивает собственную сюжетную линию (отмечена звёздочкой).
| Предыстория Изумрудного города |                           |      |                                |          |
| Номер | Русское название          | Год  | Иллюстратор                    | Издатель |
| 0* | Гудвин, Великий и Ужасный | 2001 | Леонид Викторович Владимирский | Эксмо    |
| Предыстория появления Волшебника и строительства Изумрудного города. У Джеймса Гудвина есть мечта стать миллионером, но в реальности ему приходится подниматься на воздушном шаре для развлечения праздной публики. Пока ураган не заносит его в Волшебную страну, где Джеймс выдаёт себя за волшебника, строит Город и становится «Великим и Ужасным». |                           |      |                                |          |

| Повести цикла «Изумрудный город» |                             |      |                   |
| Номер | Русское название            | Год  | Издатель          |
| 1* | Дочь Гингемы                | 1997 | Армада/Дрофа      |
| Первая повесть сериала — об удивительных странствиях девочки Корины, которая убежала из дому и стала приёмной дочерью волшебницы Гингемы, о том, как Корина училась колдовать и что из этого вышло, а также о её встрече с Железным Дровосеком. В конечном итоге, ей удалось зачаровать Дровосека и тот провозгласил её принцессой Фиолетовой страны. Перехватив у него фактическую власть (Дровосек, формально оставаясь правителем, только командовал армией), она оккупирует Изумрудный город и прогоняет Страшилу прочь, после чего окружает владения Стеллы и Виллины непроходимой стеной. Тем самым Корина фактически стала единоличной правительницей всей Волшебной страны. |                             |      |                   |
| 2* | Фея Изумрудного города      | 1997 | Армада/Дрофа      |
| В сказке возможны любые чудеса. Только в сказке почтенная старушка может вновь стать двенадцатилетней девочкой и отправиться навстречу приключениям. И произойдёт это с Элли Смит. С той самой, которая не испугалась Великого и Ужасного Гудвина, победила злую и коварную Бастинду. Не менее удивительные приключения ждут Элли и на этот раз. Ведь путь в Волшебную страну полон непредвиденных опасностей и тяжёлых испытаний. Развеяв магию Корины, ей удаётся вернуть на сторону добра Дровосека и найти Страшилу, низвергнув власть колдуньи над Фиолетовой страной. Совместными усилиями войск Фиолетовой страны и восставших жителей Зелёной страны Изумрудный город был отбит, а Корина удалилась в изгнание. Страшила, многое переосмыслив после своего падения, отказался возвращаться на трон и уступил его получившей от Стеллы бессмертие Элли. |                             |      |                   |
| 3* | Секрет волшебницы Виллины   | 1997 | Армада/Дрофа      |
| Волшебная страна в опасности! Владыка Подземной страны Пакир жаждет захватить чудесный край Торна. Его слуги — сотни жутких монстров — осаждают Жёлтый дворец волшебницы Виллины. Чтобы помочь доброй волшебнице, Элли со Страшилой и их новым другом Алармом пускаются в путь по неизведанной подземной реке. Они торопятся в Великую пустыню, к Чёрному камню Гингемы, где, скованные его злой силой, томятся волшебные создания из Сказочного народа, пожелавшие переселиться в чудесный край Торна… Сообща им удаётся вовремя успеть к Жёлтому дворцу и удерживать его до вмешательства Корины, которая огнём разогнала воинство Пакира и тем самым заслужила прощение своей давней противницы Элли. |                             |      |                   |
| 4* | Меч чародея                 | 1998 | Армада/Дрофа      |
| Аларм, Дровосек и Страшила отправляются на поиски меча Торна, только с его помощью можно остановить зловещего и могучего Пакира. Путь друзей лежит через всю Волшебную страну. Дорога опасна и полна неожиданностей. Никто из отважных путешественников пока не знает, что на поиски клинка великого Торна идёт ещё один отряд — отряд Властелина Тьмы, встреча с которым становится неизбежной… Несмотря на разлад в лагере светлых сил и двурушническую позицию Корины, Белый отряд Аларма успевает заполучить меч раньше и одерживает победу над Чёрным отрядом. |                             |      |                   |
| 5* | Вечно молодая Стелла        | 1998 | Армада/Дрофа      |
| Драматические события разворачиваются в Розовой стране, куда прибыли Элли и Корина, чтобы обсудить со Стеллой план борьбы против властелина Подземного царства. Одна из фрейлин доброй волшебницы — завистливая и властолюбивая Агнет — решила обманом завладеть Розовой страной. Воспользовавшись случаем, она выкрала Золотую Шапку, с помощью которой вызвала вождя Летучих Обезьян. Летучие Обезьяны должны унести волшебниц в зловещий город Теней, в котором царствует король-призрак, верный слуга Властелина Тьмы. Хотя маршал Магдар сверг тираншу, а Элли и Стелла успели выбраться из плена с помощью перешедшего на их сторону воина из армии Пакира — Эльга — Корина добровольно перешла на сторону врага, надеясь заслужить покровительство Пакира. |                             |      |                   |
| 6* | Алхимик Парцелиус           | 1999 | Альфа-книга/Дрофа |
| События новой книги разворачиваются в Желтой стране. Алхимик Парцелиус стремится стать королем этой земли, но ему не хватает волшебной силы, чтобы выполнить обещания, щедро данные своим подданным. Повелитель Тьмы Пакир готов наделить алхимика магической силой, а взамен Парцелиус должен создать для колдуна таинственное Черное пламя. Но эта задача оказывается непосильной даже для магии Зла. Тогда алхимик во главе собственной армии отправляется в мрачные пещеры Подземной страны. Именно там Звездный дракон стережет неугасимое Черное пламя. |                             |      |                   |
| 7* | Битва в Подземной стране    | 2000 | Альфа-книга/Дрофа |
| Колдун Пакир не оставляет попыток вырваться из подземелья, куда его заточил волшебник Торн. На военном совете Волшебной страны принимается решение атаковать врага в его логове. Флот армии Света отправляется в Подземную страну. Но поход в царство Тьмы оказался нелегким. Армии Света противостоят чудовищные монстры, а рассчитывать приходится только на собственные силы — ведь Хранительница края Торн Элли попала в ловушку, устроенную коварной принцессой Лангой, помощницей Пакира. Однако сама Ланга не заинтересована в поражении как Элли (с её помощью она смогла нейтрализовать влияние Корины, превратив ту в мышь), так и её армии (нейтрализовав по просьбе той часть обороны тёмных сил и отвлекшись на отрял Парцелиуса, что позволило Элли сбежать к своим). Армия Волшебной страны смогла высадиться на острове Пакира, пока его самого не было там, но у неё не хватило сил для захвата вражеских укреплений. Ланга применяет против неё секретное оружие, вынуждая отступить. Страшила на военном совете произносит речь, в которой определяет главные причины поражения — отсутствие единства в лагере противников Пакира и точной информации о положении дел в Подземном царстве. Аларм, тайно ото всех, сбегает и решает остаться под землёй, проведя разведку. |                             |      |                   |
| 8* | Король Людушка              | 2001 | Альфа-книга/Дрофа |
| Восьмая книга сериала о Волшебной стране переносит читателей в Голубую страну, волей злого колдуна Пакира отрезанную Бесконечной стеной от остального мира Торна. Людоед Людушка становится королем Жевунов и заставляет несчастных жителей Голубой страны безжалостно истребить все зеленые растения, чтобы заменить их синими, способными вынести вечную Тьму, которая вот-вот воцарится в стране Жевунов. В конце-концов, жители поднимают восстание и Людушка переходит на сторону светлых сил, уничтожив Город Теней и тем самым ликвидировав главный плацдарм Пакира на поверхности. |                             |      |                   |
| 9* | Чародей из Атлантиды        | 2002 | Альфа-книга/Дрофа |
| Оставшийся в Подземной стране Аларм пытается узнать тайну Врат Тьмы, а Элли с друзьями отправляется к Великому Торну. Нелегка дорога, немало испытаний ждет наших героев. О том, что с ними произошло, и рассказывает девятая книга сериала о Волшебной стране. Обе миссии увенчались успехом — Аларм узнал, что власть Пакира под землёй непрочна и там есть потенциальные союзники светлых сил, а Элли заручилась поддержкой Торна в решающей битве. |                             |      |                   |
| 10* | Рыцари Света и Тьмы         | 2004 | Альфа-книга/Дрофа |
| Наступает час последней битвы сил Света и Тьмы. Смертельная опасность угрожает Волшебной стране. Если колдун Пакир одержит победу, свет навсегда померкнет над Землей. Все жители края Торна встают на защиту Волшебной страны, и в решительной битве армия Тьмы терпит поражение. Пакир, вынужденный признать поражение, покинул Землю, а остатки его воинства разбрелись кто куда. В расширенной версии эпилога Элли женится на Аларме, а Страшила и Железный Дровосек вспоминают тех, кто погиб в войне с Пакиром. |                             |      |                   |
| 11* | Заря над Изумрудным городом | 2021 | Мульти Медиа      |
| В Волшебной стране, несмотря на победу над Пакиром, неспокойно. Принцесса Ланга, незадолго до поражения своего хозяина перешедшая на сторону его противников, охвачена реваншизмом и собирает силы в Подземной стране. Плетёт интриги Корина, оставшаяся по итогам войны не у дел. Бывшая недолговременная правительница Розовой страны Агнет Прекрасная манипулирует общественным мнением и пытается говорить от имени народа. Раздрай охватывает и семьи героев. После нападения крупного отряда бывшей армии Пакира Элли собирает совет в Изумрудном городе, на котором все противоречия выходят наружу. |                             |      |                   |

| «Сказки Изумрудного города» |                             |      |             |          |
| Номер | Русское название            | Год  | Иллюстратор | Издатель |
| I | Корина – ленивая чародейка  | 2000 |             | Эксмо    |
| Девочка Корина из Голубой страны мечтала стать чародейкой, но отличалась крайней ленью, не желая учиться волшебству, даже когда выпал такой шанс, когда колдунья Гингема нашла её заблудившейся в лесу. Однажды, одним чудесным днём, на родную деревню Корины напал саблезубый тигр, и надежда жителей на спасение — в знаниях нерадивой ученицы. |                             |      |             |          |
| II | Корина и людоед             | 2000 |             | Эксмо    |
| В замок коварного Людоеда-Людушки, которому в детстве помогла злая колдунья Бастинда, случайно забредает маленькая волшебница Корина. Не подозревая о способностях девочки, Людоед решает её съесть и находит в её лице достойного противника. |                             |      |             |          |
| III | Ученик волшебницы Виллины   | 2000 |             | Эксмо    |
| |                             |      |             |          |
| IV | Маленький дракон            | 2000 |             | Эксмо    |
| |                             |      |             |          |
| V | Хрустальный остров          | 2000 |             | Эксмо    |
| В Подземном царстве, во времена правления Властелина Тьмы Пакира, рождается крылатый мальчик Эльг, которому угрожает гибель от слуг Зла. Мать прячет сына на далеком Хрустальном острове, где тот заводит дружбу с Китом и дельфином Заком. Когда Эльг подрастает, он решает вернуться в родные края.                                              |                             |      |             |          |
| VI | Корина и волшебный единорог | 2000 |             | Эксмо    |
| |                             |      |             |          |
| VII | Трое в заколдованном лесу   | 2000 |             | Эксмо    |
| |                             |      |             |          |
| VIII | Чёрный туман                | 2000 |             | Эксмо    |
| |                             |      |             |          |
| IX | Повелитель Летучих обезьян  | 2001 |             | Эксмо    |
| |                             |      |             |          |
| X | Эльг и разрушенный замок    | 2008 |             |          |
| |                             |      |             |          |
| XI | Бастинда и крылатый лев     |      |             |          |
| |                             |      |             |          |
| XII | Ланга - принцесса Тьмы      |      |             |          |
| |                             |      |             |          |

### Книги о «Волшебной стране» других авторов
| Самые существенные произведения |                      |                            |      |                     |                                           |
| Автор | Русское название     | Оригинальное название      | Год  | Иллюстратор         | Издатель                                  |
| Лазарь Штайнмец | Злой колдун Астрозор | «Der böse Magier Astrozor» | 2000 | Hans-Eberhard Ernst | LeiV Buchhandels- und Verlagsanstalt GmbH |
| Ответвление от основной сюжетной линии, вышло в печать на немецком языке. Змея даёт Смелому Льву коварный совет обратиться к волшебнику Астрозору для избавления от ночных кошмаров. Волшебник, оказавшийся злым, гипнотизирует Льва для достижения собственных целей. Но на пути недобрым планам встают могучий характер Царя зверей и его друзья. |                      |                            |      |                     |                                           |

Художник Леонид Владимирский написал собственное продолжение — книгу «Буратино в Изумрудном городе» (1996).